# Vera-Ellen
Vera Ellen (nascida Vera Ellen Westmeyer Rohe) (Norwood, 16 de fevereiro de 1921 – Los Angeles, 30 de agosto de 1981) foi atriz americana e bailarina/dançarina de peças na Broadway e de filmes em Hollywood, tendo contracenado com Ray Bolger, Fred Astaire, Gene Kelly, Donald O'Connor e John Brascia.
Vera Ellen hifenizou o nome durante um espetáculo na Broadway e assim é que foi para Hollywood, como Vera-Ellen. Trabalhou muito, trabalhou duro. Um pouco do que fez e do que podia fazer temos registrado em fotos e nos poucos filmes (quatorze) de que participou. Foi uma "sereia da tela", mas nunca viveu a carne e sim o corpo.
Casada e divorciada duas vezes, teve uma filha do segundo casamento, Victoria Ellen, que faleceu, aos três meses de vida, vítima da Síndrome da Morte Súbita Infantil. Foi o choque de sua vida.
Em meados dos anos 1970, após escorregar e fraturar o quadril, o exame de raio X revelou que tinha artrite. Padeceu dores horríveis. Mas sempre foi muito positiva quanto a isso: "Você não pode esperar fazer coisas árduas com o corpo, como eu fiz, ano após ano, sem ter qualquer desgaste ou [derramar] lágrimas. Até uma máquina se acaba".
Até bem pouco antes de morrer, vítima de um câncer, fez "aulas" com Michael Panaieff. "Venho aqui [ao estúdio de Panaieff] diariamente, dançar é parte da minha vida. É bom para mim física e mentalmente e tudo mais."
Foi e é considerada ainda por muitos a melhor e mais técnica bailarina/dançarina da época de ouro do cinema americano.
Sua vida foi um ar de dança, sempre:
"Quando você estuda dança, você descobre que tem músculos e tendões de que você nunca teve consciência. Você se dá conta imediatamente de seu corpo e de que coisa bonita ele pode ser se você lhe der a devida atenção. Por exemplo: caminhar parece ser uma arte extremamente simples, de que qualquer um pode ser mestre com extrema facilidade. Isto é verdade até certo ponto. Nem todo caminhar é igual. Você pode passear rua abaixo como um preguiçoso, com um pé se arrastando logo após o outro, ou você pode fazer disso uma grande aventura, movimentando sua perna e balançando o seu corpo como se estivesse executando um tipo de passo de dança só seu, indicador da natureza da pessoa. A dança traz para fora o melhor numa pessoa porque ajuda a desenvolver um corpo sadio."

## Filmografia
- Wonder Man/no Brasil: Um rapaz do outro mundo (1945)
- The Kid from Brooklyn/no Brasil: Um tigre domesticado (1946)
- Three Little Girls in Blue/no Brasil: Procuram-se maridos (1946)
- Carnival in Costa Rica/não exibido no Brasil (1947)
- Words and Music/no Brasil: Minha vida é uma canção (1948)
- Love Happy/no Brasil: Loucos de Amor (preto e branco, 1949)
- On the Town/no Brasil: Um dia em Nova York (1949)
- Three Little Words/no Brasil: Três palavrinhas (1950)
- Happy Go Lovely/no Brasil: O mundo a seus pés (1951)
- The Belle of New York/no Brasil: Ver, gostar e amar (1952)
- Call Me Madam/no Brasil: Sua Excelência, a embaixatriz (1953)
- Big Leaguer/não exibido no Brasil (preto e branco, sem dançar, 1953)
- White Christmas/no Brasil: Natal Branco (1954)
- Let’s Be Happy/no Brasil: Meu sonho é você (1957)

## Na Broadway
Como Vera Ellen:
- Very Warm for May (17.11.1939-6.1.1940)
- Higher and Higher (4.4.1940-15.6.1940)
- Panama Hattie (30.10.1940-3.1.1942)

Como Vera-Ellen:
- By Jupiter (3.6.1942-12.6.1943)
- A Connecticut Yankee (17.11.1943-11.3.1944)